# Serra Alta
Serra Alta – miasto i gmina w Brazylii, w stanie Santa Catarina. Znajduje się w mezoregionie Oeste Catarinense i mikroregionie Chapecó.
Ma powierzchnię 90,4 km². Według danych ze spisu ludności w 2010 roku gmina liczyła 3285 mieszkańców, a gęstość zaludnienia wynosiła 35,57 osób/km². Dane szacunkowe z 2020 roku podają liczbę 3256 mieszkańców. 
W 2018 roku produkt krajowy brutto per capita wyniósł 24 864,15 reali brazylijskich.
Gminę utworzono w 1989 roku, wcześniej tereny te administracyjnie były przynależne do gminy Modelo.